# Tornaviaje de Francisco Galí

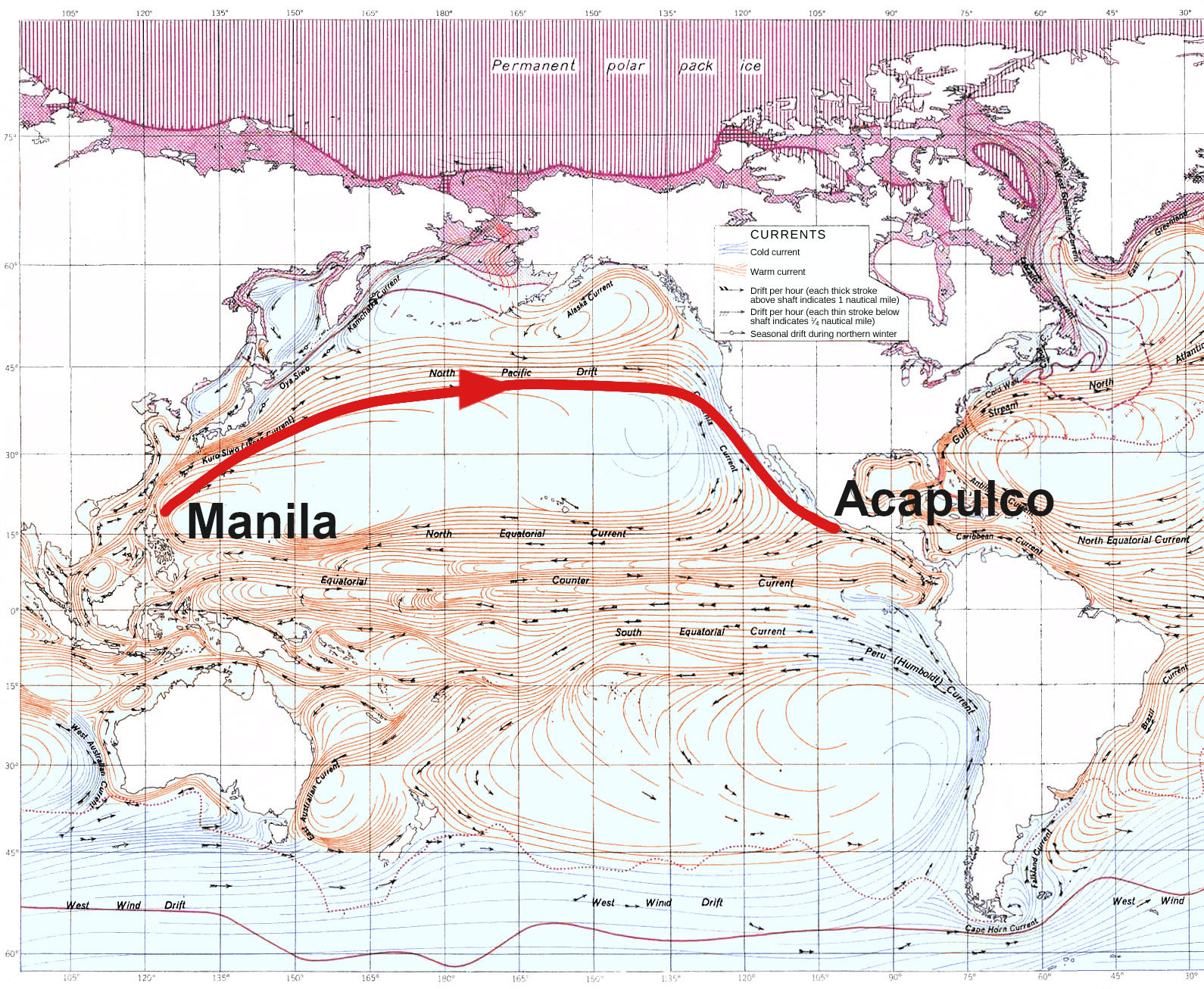
Ruta del tornaviaje de Manila, Filipinas a Acapulco, México, Galí a 45º N (Urdaneta por debajo de 39°)

El Tornaviaje de Francisco Galí fue el trazado de una nueva ruta del tornaviaje desde Filipinas hasta México, utilizando la corriente de Kuroshio que mejoró significativamente la seguridad y la eficiencia de los viajes marítimos entre Asia y América. La ruta fue hallada en su viaje de vuelta de Filipinas por Francisco Galí (1539-1591), marino y explorador español conocido por sus contribuciones a la navegación transoceánica durante el siglo XVI,entre ellas por haber puesto el nombre de "Formosa" a la isla de Sepan. Fue el primer navegante europeo que penetró en la bahía donde hoy está el puerto de San Francisco, Esto fue 200 años antes de que otros españoles Gaspar de Portola y Pedro Fages llegaran al puerto más meridional de San Diego, en 1769.

## Contexto Histórico
Durante el siglo XVI, los españoles establecieron una ruta marítima conocida como el tornaviaje para conectar las Filipinas con la Nueva España (actual México). Esta ruta era crucial para el comercio de la plata y otras mercancías entre Asia y América. La ruta original, trazada por Andrés de Urdaneta, seguía un camino largo y peligroso a través del Pacífico Norte.

## Contribución de Francisco Galí
En 1583, el virrey de México encargó a Francisco Galí la misión de encontrar un puerto en la costa de California para abastecer las naves provenientes de Filipinas y explorar la costa norteamericana. Gali trazó una nueva ruta de tornaviaje desde Macao, utilizando la corriente de Kuroshio, que era más rápida y segura que la ruta de Urdaneta1.
Durante su viaje, Galí descubrió la bahía de Santa Cruz antes que Francis Drake e hizo observaciones importantes sobre las corrientes oceánicas y la geografía del Pacífico Norte. Sus observaciones sugirieron la existencia de un canal o estrecho que separaba el continente de la Nueva España de los países de Asia y Tartaria.
Se sabe que Galí estuvo en Japón, en Filipinas y Macao. En 1583 recibió el encargo del virrey de México de encontrar un puerto en la costa de California que sirviera para abastecer las naves provenientes de Filipinas y también explorar la costa del norte de América que algunos creían que era una extensión de la de China. Galí trazó una nueva ruta del tornaviaje (más rápida) desde Macao distinta a la de Urdaneta (más al norte que la de este) -usando la corriente de Kurosiwo- seguida después de él por la mayoría de navegantes anglosajones (por ejemplo James Cook), descubriendo la Bahía de Santa Cruz antes que Drake .
A partir de sus observaciones concluyó correctamente que debía haber algún tipo de canal o estrecho que separara "el continente de Nueva España y los países de Asia y Tartaria." Da las siguientes razones para creer que había un estrecho:
"..Cuando estábamos a 300 leguas al noreste de Japón, encontramos un mar muy profundo con una corriente que venía del nor-noroeste; las olas eran largas y altas; desde cualquier lado soplaba el viento, la corriente y las olas siempre seguían la misma dirección. De esta manera navegamos 700 leguas; fue sólo cuando estábamos a 200 leguas de la costa de México que dejamos de sentir esta corriente, y este hecho me hace pensar que existe un canal o estrecho entre el continente de la Nueva España y los países de Asia y Tartaria. Por otra parte, nos encontramos en este intervalo navegado de 700 leguas un gran número de ballenas, además de bonitos y otros peces como los que se encuentran siempre en el Estrecho de Gibraltar; que prefieren seguir su camino a través de las zonas donde se generan esas fuertes corrientes; este hecho me confirma más aún en la opinión de que existe un estrecho... "
Parece que, durante el viaje, se probaron unos nuevos aparatos de navegación, especialmente uno destinado a la observación de las variaciones de la brújula, inventado por Jayme Juan, cartógrafo y astrónomo, que también participó en la expedición.
Se pensaba que Galí había llegado a la costa más meridional de Alaska, pero parece ser que no llegó por muy poco, hecho que no le resta el mérito de ser el primer europeo que recorrió las costas del pacífico de Norteamérica, trazando una nueva ruta del tornaviaje que sería la usada en el futuro para volver de Hawái.

## Impacto y Legado
La ruta de tornaviaje trazada por Galí fue adoptada por muchos navegantes posteriores, incluyendo exploradores anglosajones como James Cook. Esta ruta mejoró la seguridad y la eficiencia de los viajes transoceánicos, contribuyendo al desarrollo del comercio entre Asia y América.
Alexander von Humboldt nos dice que los manuscritos de los viajes de Galí fueron encontrados en Goa por el viajero holandés Jan Huygen van Linschoten, quien los publicó en Ámsterdam, traducidos al holandés, en 1596. En el año 1598 se tradujeron al inglés y en 1610 al francés. Algunos investigadores creen que Galí redactó un relato más largo de sus viajes y experiencias que hoy se ha perdido, pero del que quedan algunos fragmentos en la Biblioteca Nacional de México con el título de "Viaje, descubrimientos y observaciones de Acapulco a Filipinas y desde allí a Macao y por la costa de Nipon a Nueva España ".
En este viaje los españoles a menudo avistaron nativos del país, que estaban casi desnudos, con los rostros pintados, que vivían de la pesca y habitaban grandes casas. John William Last realiza una explicación completa de la expedición en History of the Indias.  Alexander von Humboldt corrige varios puntos erróneos del historiador neerlandés, dice: “On trouve que Francisco Gali côtoya une partie de l’Archipel du Prince de Galles ou celui du Roi George (en 1582.) Sir Francis Drake, en 1578, n’était parvenu que jusqu’aux 48.º de latitude au nord du cap Grenville, dans la Nouvelle Georgie.”

## Conclusión
Francisco Galí fue un pionero en la navegación transoceánica, y sus contribuciones tuvieron un impacto duradero en la historia marítima. Su traza de la nueva ruta de tornaviaje fue un avance significativo que benefició a los viajes marítimos durante siglos.